# Oliveira Galvão
José Pedro de Oliveira Galvão, mais conhecido como Oliveira Galvão (Goianinha, 20 de agosto de 1840 — 2 de outubro de 1896), foi um militar e político brasileiro.
Foi senador pelo Estado do Rio Grande do Norte de 1890 a 1896.